# Michael Aikman
Alexander Michael Hirst Aikman (* 9. September 1933 in Geelong; † 16. Februar 2005 in Malvern, Melbourne) war ein australischer Ruderer, der 1956 eine olympische Bronzemedaille gewann.

## Sportliche Karriere
Michael Aikman vom Ruderclub der University of Melbourne gewann 1955 die australische Universitätsmeisterschaft im Achter und 1956 die australische Meisterschaft.
Bei den Olympischen Spielen 1956 in Melbourne traten insgesamt zehn Achter an, im australischen Achter ruderten Michael Aikman, David Boykett, Fred Benfield, James Howden, Garth Manton, Walter Howell, Adrian Monger, Brian Doyle und Steuermann Harold Hewitt. Im Vorlauf gewannen die Australier vor den Booten aus Kanada, den Vereinigten Staaten und aus dem Vereinigten Königreich. Im Halbfinale siegte der US-Achter vor den Australiern, aus dem anderen Halbfinale erreichten die Kanadier und die Schweden das Finale. Im Finale siegte der US-Achter mit zwei Sekunden Vorsprung vor den Kanadiern, weitere zwei Sekunden dahinter erreichten die Australier als Dritte das Ziel mit neun Sekunden Vorsprung vor den Schweden.
Nach seiner aktiven Laufbahn war er als Lehrer und nebenamtlicher Rudertrainer an verschiedenen Schulen tätig. Von 1974 bis 1998 war er Vorsteher des Haileybury College in Melbourne. 1998 übergab er die Ruderabteilung des College an Exweltmeister Mark Doyle, den Sohn seines Ruderkameraden von 1956. 2005 starb Aikman an einer Krebserkrankung.